# Luca Castelluccia
Luca Castelluccia (Lanciano, 17 aprile 1986) è un cestista italiano.

## Carriera
Ha disputato i campionati europei Under-20 del 2005 svoltisi in Russia.